# Lipogramma flavescens
Lipogramma flavescens är en fiskart som beskrevs av Gilmore och Jones, 1988. Lipogramma flavescens ingår i släktet Lipogramma och familjen Grammatidae. Inga underarter finns listade i Catalogue of Life.